# 로버트 기요사키 저서

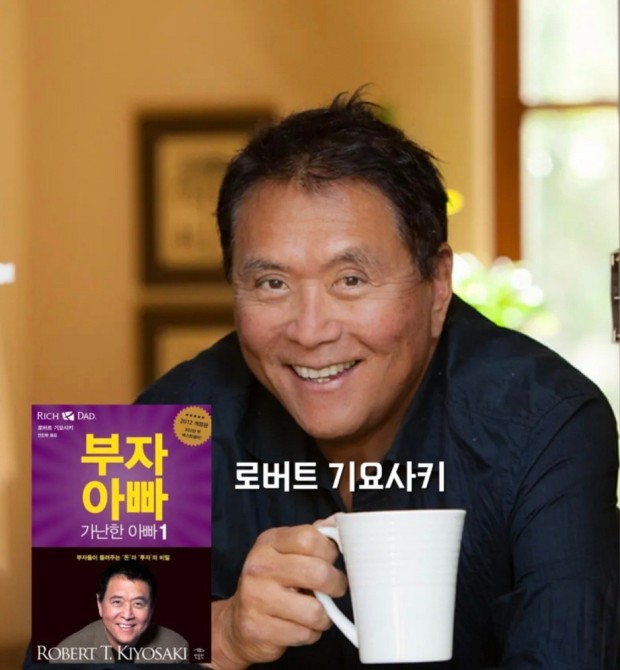
로버트 기요사키

로버트 기요사키(Robert Kiyosaki)는 투자교육 및 금융컨설팅을 중점적으로 하는 글로벌 기업을 설립해 ' 미국에서 가장 유명한 투자교육가'가 된다. 《부자 아빠 가난한 아빠》를 집필하여 재테크와 사업, 투자 마인드의 필요성을 강조하는 책 중 최고판매량의 반열에 올라 있다. 세계적으로 유명한 저자, 비즈니스맨, 투자가, 교육자로, 부자 아빠(Rich Dad) 시리즈로 유명하다. 그의 주요 관심 분야는 재무 교육과 투자 전략이다.
로버트 기요사키는 1947년 하와이에서 태어났으며, 미국과 일본 양쪽에서 자랐다. 그는 미국 해병대에 복무한 후, 재무 교육에 대한 열정을 발휘해 부동산 투자에 집중하게 되었다. 그는 1997년에 처음으로 출판한 "부자 아빠, 가난한 아빠"라는 책으로 인기를 얻게 되었는데, 이 책은 개인 재무 교육에 대한 지식과 자신의 부의 기술을 공유하였다. 이 책은 세계적으로 26개국에서 출판되어 베스트셀러가 되었다.
로버트 기요사키는 이후 "부자 아빠의 돈 마인드" "부자 아빠의 투자" "부자 아빠의 재산" 등 다양한 부자 아빠 시리즈를 출판하였으며, 그의 책은 개인 재무 교육과 부동산 투자, 주식 투자, 기업 투자 등 다양한 분야에서 인기를 얻고 있다. 로버트 기요사키는 또한 "리치 더너(Rich Dad)"와 같은 교육 프로그램을 운영하고 있으며, 이를 통해 다양한 재무 교육과 투자 전략을 제공하고 있다. 그의 영향력은 전 세계적으로 미치고 있으며, 많은 사람들이 그의 책과 프로그램을 통해 재무 교육을 받고, 자신의 부의 기술을 향상시키고 있다.

## 생애
일본계 미국인 4세대로 1947년 하와이에서 나고 자랐다. 미 상선단사관학교를 졸업한 뒤 미합중국 해병대 장교 과정으로 입대, 베트남 전쟁에 공격헬리콥터 조종사로 복무했다. 전역 후 제록스 하와이 지점에서 세일즈맨으로 일했으며 화학 회사에서 부동산 투자에 대한 열정을 가지게 되었다. 그는 1977년 부동산 회사인 Standard Oil에 입사하여 부동산 투자 분야에서 경력을 쌓았다. 30세가 되던 1977년부터 자신의 사업을 시작했다. 34세때 사업에 실패하여 재기불능 상황에 빠져있을때 포기하지 않고 투자교육 및 금융컨설팅을 중점적으로 하는 글로벌 기업을 설립해 ‘미국에서 가장 유명한 투자교육가’가 됐다.
47세에 은퇴를 선언하더니 50세가 되던 1997년 《부자 아빠 가난한 아빠》를 집필해 세계적 센세이션을 불러일으킨다. 이 책은 이후 10년 간 ‘부자 아빠 가난한 아빠’ 시리즈로 이어졌으며 로버트 기요사키는 글로벌 베스트셀러 작가의 반열에 오른다. 2006년에는 도널드 트럼프와 함께 《기요사키와 트럼프의 부자》를 집필해 다시 한 번 큰 화제를 일으켰다.
아내 킴 기요사키와 결혼하여 같이 공저하기도 했다. 재산은 1억 달러 이상이며 부자아빠 가난한 아빠 시리즈는 전 세계에서 4천만 부 이상, 한국과 일본에서 각각 300만 부 이상이 팔렸다. 특히 한국에선 IMF 후유증에서 벗어나지 못하던 시절 크게 회자가 된 베스트셀러였으며 부동산 투자에 대해 역설한 점이 한국과 잘 맞아떨어젔다는 면이 있었다. 지금도 이 책은 추천도서 반열에 들어가 도서관마다 있다.

## 대표 저서
- 부자 아빠 가난한 아빠: 대표적인 저서. 전 세계적으로 4천만 부가 팔린 희대의 베스트셀러다. '부자 아빠의 실체에 대한 의문이 든다'거나 '월급을 받아가며 사는 안정적인 삶을 너무 폄하한다'는 비판을 받기도 했지만, 재테크와 사업·투자 마인드의 필요성을 강조하는 책 중 최고의 반열에 올라 있다.[1][2] 중앙일보 관련 기사
- 부자 아빠 가난한 아빠 2(현금흐름 사분면과 돈을 관리하는 7가지 방법) : 1편의 후속작. 부자와 가난한 자, 그렇게 살아갈 사람들을 사분면의 네 부분으로 분류하고, 부자가 되기 위해서는 사업가와 투자가의 삶을 살아야 함을 강조한다.
- 부자 아빠의 투자 가이드: '부자 아빠 가난한 아빠' 시리즈 3편. 실질적인 투자 원칙과 금융 지식을 알려주는데 초점을 맞추고 있다.
- 부자 아빠의 자녀 교육법: '부자 아빠 가난한 아빠' 시리즈 4편. 부자이거나 부자가 될 마인드를 갖춘 사람으로서 자녀를 어떻게 '부자'가 되도록 교육할 것인지에 대한 통찰을 제공한다. 여기서 내용 암기와 시험 위주로 구성된 기존 학교의 공교육 시스템이 사실상 쓸모없다고 비판하며, 경제·금융 문맹에서 벗어나 스스로의 사업과 투자를 할 줄 아는 아이로 키우는 것이 중요함을 강조한다.

## 부자아빠 가난한아빠
《부자 아빠 가난한 아빠》 시리즈는 부자와 가난한 사람들의 생각과 행동 방식의 차이를 비교하고, 부자들이 어떻게 돈을 벌고 늘리는지를 설명한다1. 이 책은 자신의 경험을 바탕으로 부자 아빠와 가난한 아빠의 생각과 행동, 그리고 이들이 미래를 어떻게 생각하고 준비하는지를 비교하고, 가난한 아빠가 부자 아빠와 다르게 생각하고 행동하면서도 부자가 되지 못하는 이유를 찾아보는 내용을 담고 있다. 책의 구성은 다음과 같다.
1.부자 아빠와 가난한 아빠
저자가 어떻게 부자 아빠와 가난한 아빠를 경험하게 되었는지 그리고 두 사람이 어떤 생각과 철학을 가지고 있는지에 대해 이야기한다.
2. 왜 부자들은 부동산을 사는가?
부동산 투자의 중요성과 부동산을 통해 어떻게 부를 창출할 수 있는지에 대해 이야기한다.
3. 부자들은 왜 세금을 적게 내는가?
부자들이 세금을 적게 내는 비결과 세금 절약 전략에 대해 이야기한다.
4. 부자들은 어떻게 돈을 벌까?
부자들이 돈을 벌기 위해 어떤 전략을 사용하는지에 대해 이야기한다
5. 부자들은 돈을 어떻게 관리할까?
부자들이 돈을 어떻게 관리하고, 미래를 위해 돈을 어떻게 투자하는지에 대해 이야기한다
6. 부자 아빠의 재무 지도
부자 아빠의 재무 지도를 소개하면서, 독자들에게 자신의 재무 상황을 파악하고 개선할 수 있는 방법을 제시한다
7. 가난한 아빠의 재무 지도
가난한 아빠의 재무 지도를 소개하면서, 가난한 아빠가 왜 부자가 되지 못하는지에 대해 이야기합니다
8. 부자가 가난한 사람과 다른 이유
부자와 가난한 사람의 차이와 부의 중요성에 대해 이야기한다.
9. 부의 문제
부의 문제와 부자와 가난한 사람들이 각자의 문제점을 해결하기 위해 필요한 태도와 행동 방식에 대해 다룬다.

## 그 외 저서
- 부자 아빠의 21세기형 비즈니스: 이 책은 기요사키가 현대 사회에서 성공적인 비즈니스를 구축하고자 하는 사람들을 위해 쓴 책이다. 이 책에서는 전통적인 취업 모델의 한계와 네트워크 마케팅이라는 혁신적인 비즈니스 모델에 대해 소개한다. 기요사키는 독자들에게 네트워크 마케팅의 장점과 원리, 그리고 성공하기 위해 필요한 기술과 태도를 알려준다. 이 책은 독자들이 재무적 자유와 성공을 위해 혁신적인 비즈니스 기회를 찾는 데 도움을 준다.
- 부자 아빠의 비즈니스 스쿨: 기요사키가 네트워크 마케팅에 관해 쓴 첫 번째 책이다. 이 책에서는 비즈니스의 기초, 재무 관리, 팀 빌딩, 마케팅 전략, 거래 협상 등 다양한 비즈니스 관련 주제를 다룬다. 기요사키는 독자들에게 비즈니스 세계에서 성공하기 위해 필요한 실용적인 행동 방법과 전략을 제시한다. 이 책은 독자들이 비즈니스 관련 지식을 향상시키고 성공적인 비즈니스 경영을 위한 기반을 마련하는 데 도움을 다.
- 왜 A학생은 C학생 밑에서 일하게 되는가 그리고 왜 B학생은 공무원이 되는가: 전통적인 학교 교육 시스템과 재정적인 지식의 부족이 왜 일부 사람들이 성공적인 직업을 가지기 어렵게 만드는지에 대해 설명한다. 기요사키는 공부만 잘해서 좋은 성적을 받는 "A" 학생들이 일반적으로 안정적인 직장에서 일하는 경향이 있는 반면, "C" 학생들이 비즈니스를 창업하거나 투자를 통해 재정적인 성공을 얻을 수 있는 이유를 분석한다. 이 책은 독자들에게 전통적인 학교 교육 이외의 경로를 통해 재정적인 성공을 찾는 방법을 제시다.
- 부자 아빠의 세컨드 찬스: 사업 실패나 재정적인 어려움을 겪은 사람들을 위해 쓴 책이다. 이 책에서는 어려운 시기를 극복하고 다시 재정적인 성공을 찾는 방법에 대해 다룬다. 기요사키는 독자들에게 재무 교육, 부동산 투자, 사업 기회를 탐색하고 재정적 자유를 찾는 데 도움을 주는 실용적인 조언과 전략을 제시한다. 이 책은 독자들에게 다시 일어나고 성공하기 위한 열정과 자신감을 심어준다.

## 참고링크
- 로버트 기요사키 공식 홈페이지
- 리치 대디 리얼 에스테이트 공식 홈페이지
- 부자아빠 시리즈의 출판사 '리더스북'
- 리치 대디 유튜브 채널